# Tlaxcantla
Tlaxcantla är en ort i Mexiko.   Den ligger i kommunen Mixtla de Altamirano och delstaten Veracruz, i den sydöstra delen av landet, 240 km öster om huvudstaden Mexico City. Tlaxcantla ligger 2 138 meter över havet och antalet invånare är 438.
Terrängen runt Tlaxcantla är bergig åt nordost, men åt sydväst är den kuperad. Runt Tlaxcantla är det ganska tätbefolkat, med 199 invånare per kvadratkilometer. Närmaste större samhälle är Zongolica, 10,0 km norr om Tlaxcantla. I omgivningarna runt Tlaxcantla växer huvudsakligen savannskog.